# Batalla de Amroha
La Batalla de Amroha fue un enfrentamiento militar librado en 1305 entre las fuerzas del Sultanato de Delhi y el Kanato de Chagatai, con victoria de las primeras.
En los años anteriores, la frontera noroeste del sultanato fue frecuentemente asaltada por los mongoles. En 1303, un ejército mongol de 120.000 soldados o 12 tumen (división de 10.000 combatientes cada una), aunque probablemente fueran 30.000-40.000 hombres en realidad, y llegaron hasta las cercanías de Delhi. Sorprendentemente, no atacaron la ciudad, posiblemente por las impresionante medidas defensivas que había tomado el gobernante local y se retiraron tras saquear por dos meses la región. En un esfuerzo por mejorar las defensas, el sultán Alaudín aumentó el número de fortalezas, mejoró las ya existentes y el tamaño de las guarniciones. También se creó un ejército fronterizo y una nueva división administrativa a cargo de un gobernador provincial. 
Esto no impidió que una gran fuerza mongola realizara una incursión sorpresiva en Punjab y siguiendo los Himalayas llegara hasta Amroha. El sultán envió un ejército a detenerlos, logrando sorprenderlos y propinarles una terrible derrota cuando retornaban a su territorio. Los comandantes mongoles fueron capturados y ejecutados por aplastamiento por elefante en Delhi.
Será la muerte del kan Dawa en 1306 lo que llevara a los mongoles a perder el interés en invadir la India.